# 531 (číslo)
Pět set třicet jedna je přirozené číslo. Následuje po čísle pět set třicet a předchází číslu pět set třicet dva. Římskými číslicemi se zapisuje DXXXI a řeckými číslicemi φλα.

## Matematika
531 je:
- Deficientní číslo
- Složené číslo
- Nešťastné číslo

## Astronomie
- (531) Zerlina je planetka hlavního pásu, kterou objevil v roce 1904 Max Wolf

## Roky
- 531
- 531 př. n. l.